# Luigi Mercantini
E sono morti!»
(La spigolatrice di Sapri)
Luigi Mercantini (Ripatransone, 19 settembre 1821 – Palermo, 17 novembre 1872) è stato un poeta e patriota italiano.

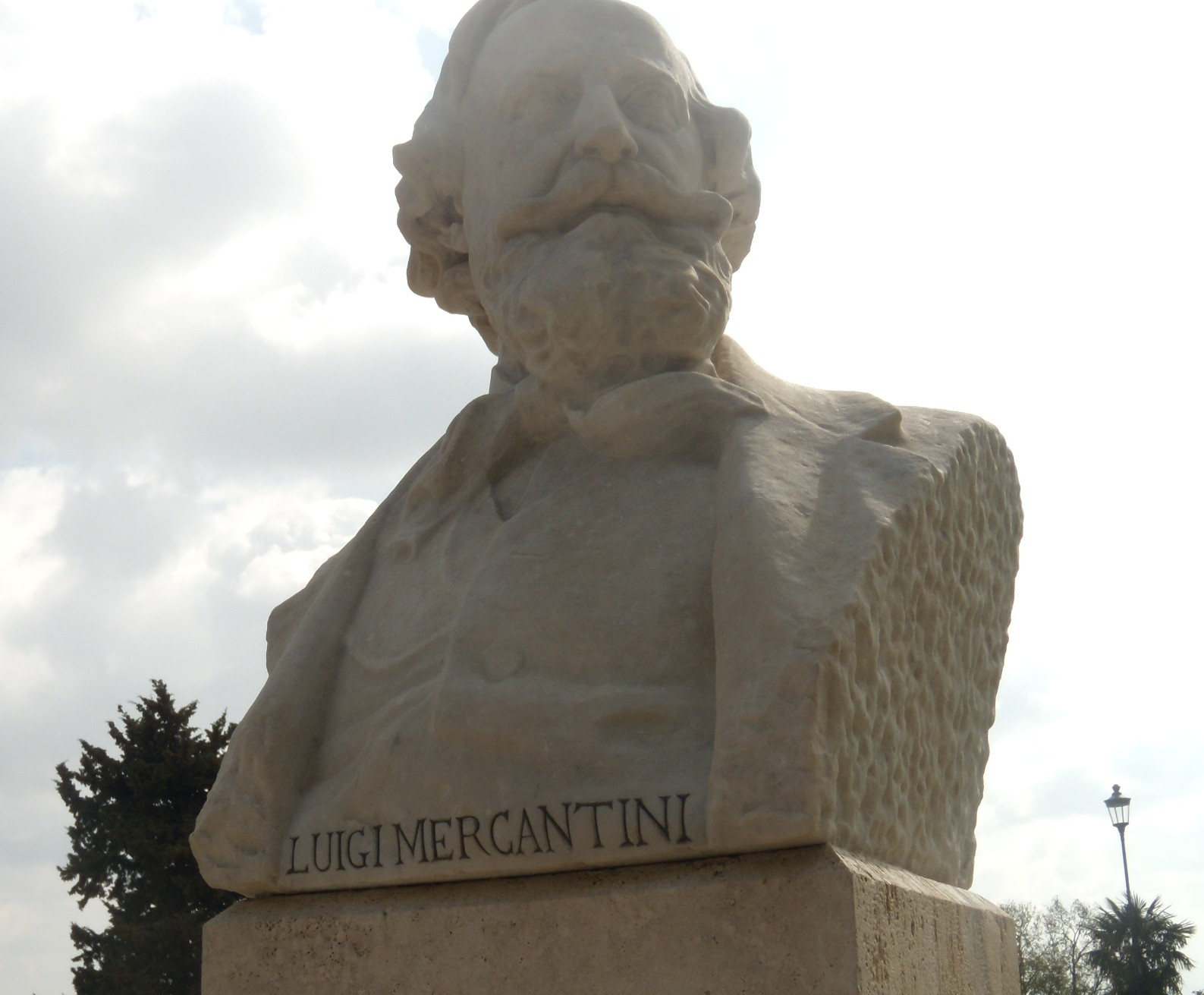
Tra i busti dei patrioti sul Gianicolo, è presente anche quello di Luigi Mercantini.

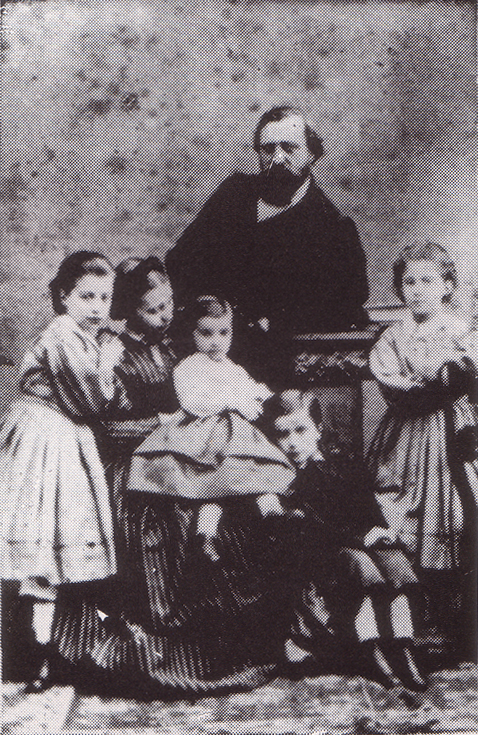
Il poeta Luigi Mercantini con la famiglia

Fu uno dei cantori più popolari del Risorgimento; in particolare, la poesia Spigolatrice di Sapri e il testo dell'Inno di Garibaldi sono tra le più note composizioni del periodo.

## Biografia

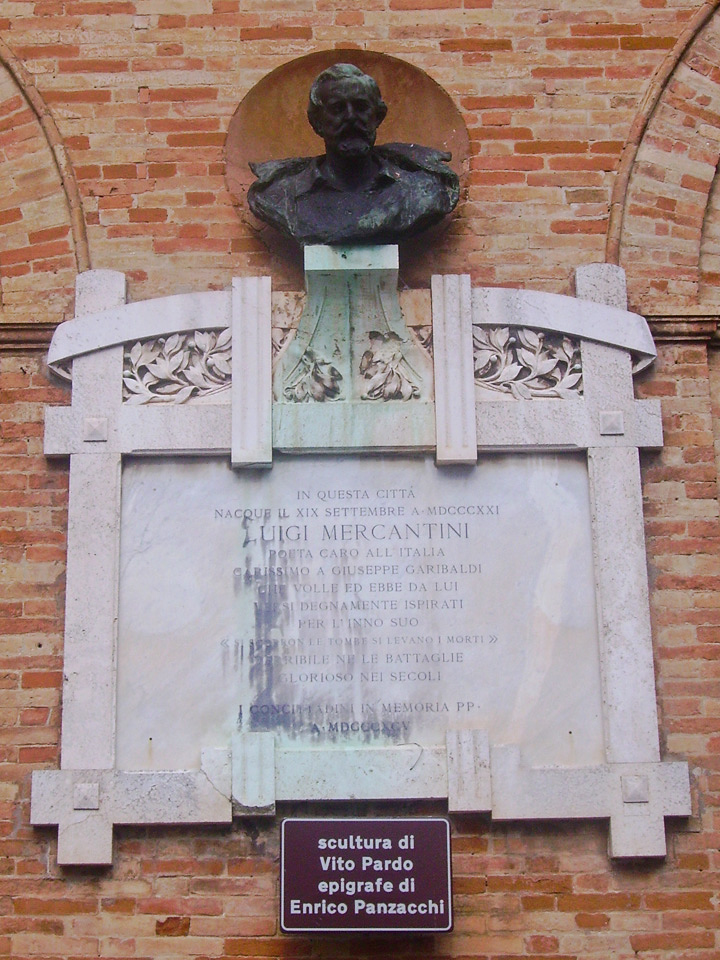
Busto e targa in onore di Luigi Mercantini a Ripatransone, opera di Vito Pardo

Figlio del cagliese Domenico Mercantini, segretario del vescovo vicario di Ripatransone mons. Luigi Ugolini, e della ripana Barbara Morelli, il poeta nasce a Ripatransone (in provincia di Ascoli Piceno) nel 1821. Accondiscendendo ai desideri di Ugolini il padre gli aveva imposto al battesimo, in onore del vescovo, il nome Luigi. 
Nel 1824 si trasferisce con la famiglia a Fossombrone al seguito del vescovo. Ebbe un fratello minore, Stanislao, anche lui poeta.
Studia nel seminario forsempronese; nel 1841 diviene bibliotecario della Biblioteca comunale, per assumere poi l'insegnamento di retorica ad Arcevia.
Si sposa nel 1845 con Anna Bruni che muore però dopo soli otto mesi per una malattia incurabile. 
Segnato da questa disgrazia, Mercantini nondimeno si accende di entusiasmo per le riforme di papa Pio IX, salito al soglio pontificio nel 1846. Nel 1849 partecipa alla difesa di Ancona che, avendo aderito alla Repubblica Romana, era assediata dagli Austriaci. Dopo la presa della città va in esilio nelle isole ioniche di Corfù e Zante dove conosce altri noti esuli come Daniele Manin, Niccolò Tommaseo e Gabriele Pepe.
Rientra in Italia nel 1852. Si stabilisce a Torino dove fa parte degli ambienti patriottici piemontesi. Nel 1854 diviene docente di letteratura italiana nel Collegio femminile delle Peschiere; si risposa con Giuseppa De Filippi, giovane pianista di appena vent'anni. Dal matrimonio avrà cinque figli: Adele, Corinna, Mario, Costanza e Guido. Nel 1856 diviene direttore di quello che potrebbe considerarsi come antesignano dei periodici femminili, La Donna; vi collaborano, tra gli altri, Niccolò Tommaseo e Francesco Dell'Ongaro. 
Nel 1858 fa la conoscenza di Giuseppe Garibaldi, ed è Garibaldi stesso che lo invita a comporre un inno. Nasce così la Canzone Italiana, musicata da Alessio Olivieri, assai più nota come Inno di Garibaldi. 
i martiri nostri son tutti risorti!»
(incipit dell'Inno di Garibaldi)
Altro inno patriottico scritto da Mercantini è Patrioti all'Alpe andiamo, musicato da Giovanni Zampettini.
Nel 1860, il 5 ottobre 1860, fonda ad Ancona il quotidiano regionale, il Corriere delle Marche (l'odierno Corriere Adriatico); nello stesso anno viene nominato docente di storia e di estetica all'Accademia delle Belle Arti di Bologna.
Il 3 febbraio 1861 viene eletto deputato alla Camera dei deputati del Regno d'Italia nel collegio di Fabriano (Ancona), con voti 157 su 195 votanti, ma la sua elezione viene annullata.
Fu membro della loggia massonica Galvani di Bologna, fondata nel 1863.
Nel 1865 è nominato docente di Letteratura italiana presso l'Università di Palermo. A Palermo fonda il giornale La Luce e continua a scrivere versi; nel capoluogo siciliano muore il 17 novembre 1872 ed è stato sepolto nel Cimitero di Santa Maria di Gesù.

## Fortuna critica

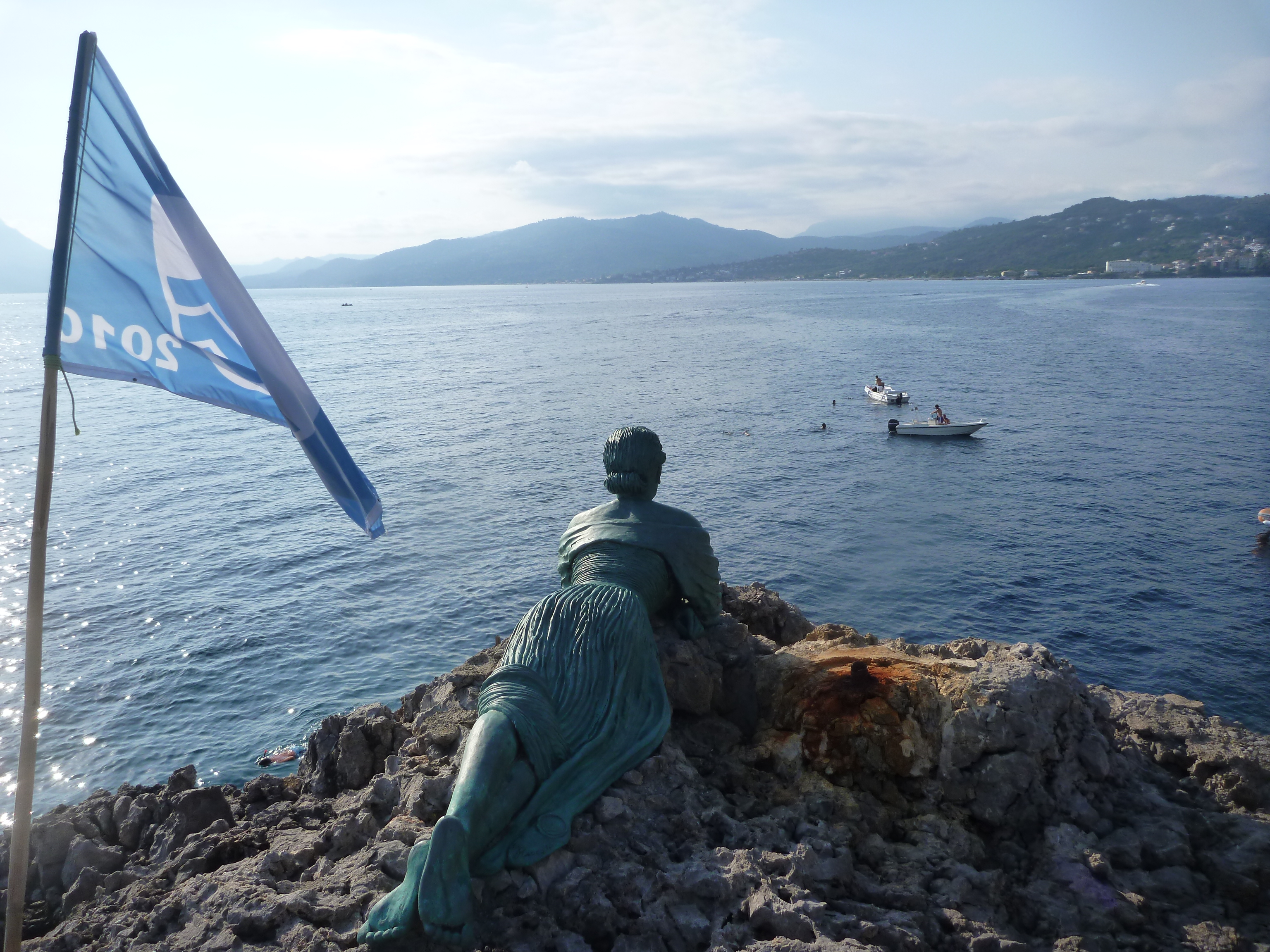
Sapri - monumento alla spigolatrice, dello scultore Gennaro Ricco

Amatissimo per i suoi componimenti al tempo stesso delicati e popolareschi, è classificabile come un tardoromantico. Sebbene considerato un poeta minore nella letteratura italiana, Mercantini è da annoverare tra i più conosciuti rappresentanti della poesia lirica di ispirazione patriottica. L'Inno di Garibaldi e La spigolatrice di Sapri sono tra le composizioni più note ed amate di tutto il Risorgimento italiano, apprezzate anche da Giovanni Pascoli, che ebbe a pronunciare per lui parole di affetto e considerazione.
(Giovanni Pascoli)
Giosuè Carducci affermò che avrebbe volentieri ceduto la sua migliore poesia in cambio dell'onore di aver scritto l'Inno di Garibaldi; similmente, Giuseppe Verdi disse che avrebbe dato una sua opera in cambio di quell'onore.

## Memoria
A Genova, sulle pareti della casa del patriota bergamasco Gabriele Camozzi, è affissa una targa che ricorda che in questa dimora avvenero due episodi notevoli: Garibaldi chiese qui a Luigi Mercantini di comporre un inno per i suoi volontari e poi, sempre qui, il poeta fece ascoltare ai patrioti l'inno da lui composto, accompagnato al pianoforte dalla moglie; nell'epigrafe, Mercantini è detto "compagno d’esilio a Daniele Manin, cantore di Tito Speri di Carlo Pisacane".
Alla memoria del poeta sono dedicati anche: una targa e un busto di Vito Pardo a Ripatransone, sua città natale, dove è stato dedicato al poeta anche il Teatro Luigi Mercantini, un monumento funebre al Cimitero di Santa Maria di Gesù di Palermo, città in cui morì, un busto al Gianicolo, una lapide con bassorilevo ad Arcevia, in cui il poeta insegnò per venti anni, e due monumenti a Sapri, entrambi dedicati alla spigolatrice della sua nota poesia.

## Note

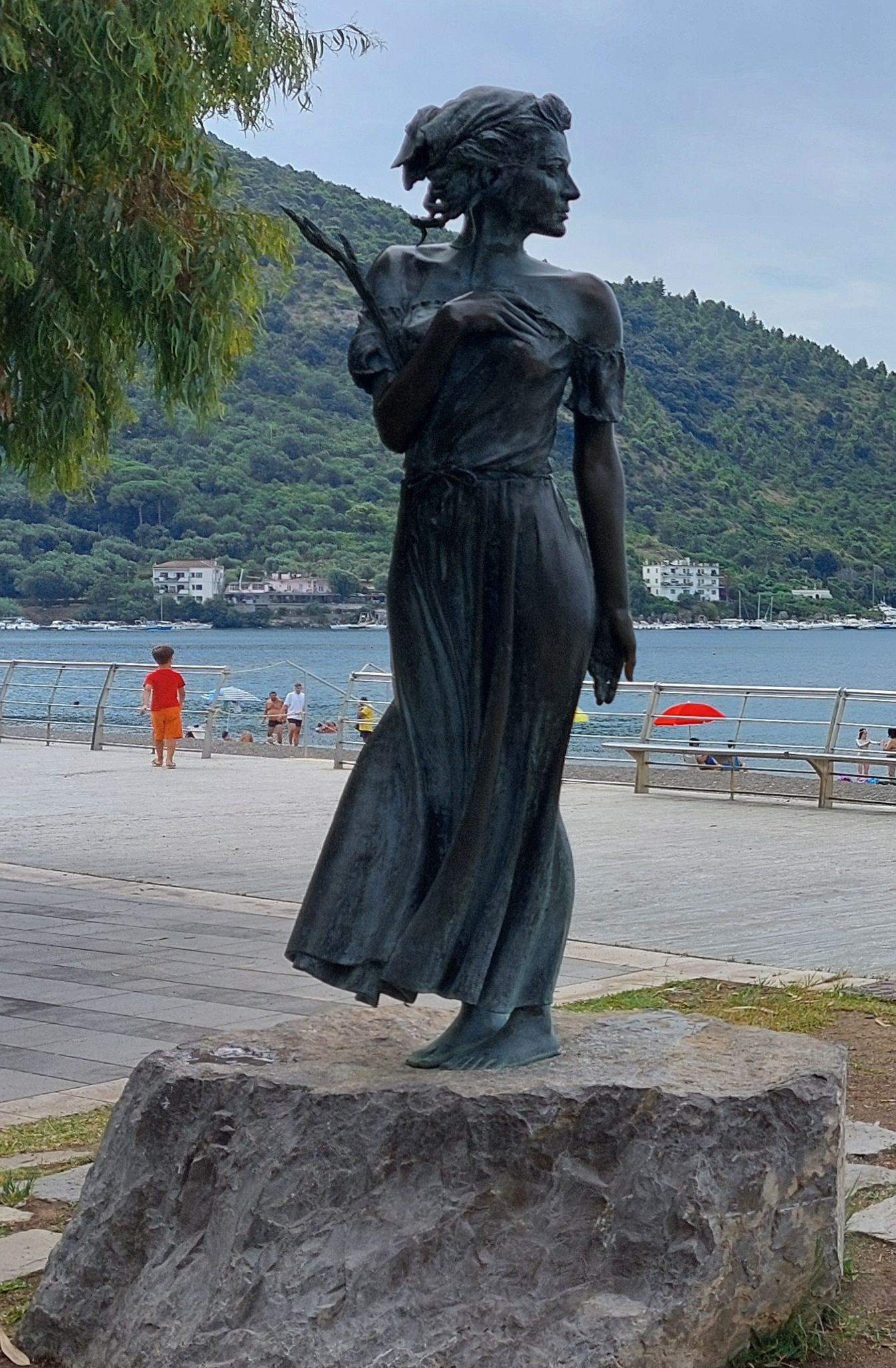
Sapri - monumento alla spigolatrice, dello scultore Emanuele Stifano